# Francisco Zorzi
Francisco Zorzi (o Giorgi) (en italiano: Francesco; 1337-1388), llamado Marquesoto, fue el marqués de Bodonitsa, un miembro de la familia veneciana Zorzi, desde 1345 hasta su muerte.
Francisco era el hijo de Guillermina Pallavicini y su esposo Nicolás, el primer señor Zorzi de Bodonitsa. Sus padres estaban envueltos en una disputa cuando Nicolás murió en 1354 y Guglielma planteó colocar a Francisco como su cogobernante. La República de Venecia se mostraba satisfecha de que uno de los suyos gobernara nuevamente Bodonitsa y felizmente negoció por Francisco y su madre con el Ducado catalán de Atenas.
Francisco era un vasallo del duque de Atenas, y se veía obligado a enviar un tributo anual de cuatro caballos armados. Francisco trató de mantener su independencia frente al vicario general catalán de Atenas y se resistió a los intentos de Pedro IV de Aragón para establecer su autoridad en Grecia. También apoyó María de Sicilia contra Pedro por el trono de Sicilia. De hecho, a través de su herencia había obtenido una gran riqueza, siendo el más importante de los partidarios principescos de María. Francisco incluso hizo propuestas a los mercenarios navarros de Juan de Urtubia antes de su muerte, al fomentar su saqueo de Tebas. Participó en el concilio de Tebas el 1 de octubre de 1373.
Murió alrededor de 1388 y fue sucedido por su hijo mayor, Jacobo bajo la regencia de su viuda Eufrósine Sommaripa de las Cícladas. Tuvo una hija que se casó con el señor serbio de Farsalo Esteban, el hijo de Simeón Uroš, déspota de Epiro. 